# Pátroha
Pátroha is een plaats (község) en gemeente in het Hongaarse comitaat Szabolcs-Szatmár-Bereg. Pátroha telt 3027 inwoners (2001).